# پاسیریوتاید
پاسیریوتاید (انگلیسی: Pasireotide) با نام تجاری سیگنیفور یک داروی کم‌کاربرد است که در اروپا و ایالات متحده آمریکا جهت درمان بیماریِ کوشینگ که به‌درمان‌های اولیهٔ جراحی پاسخی نداده‌اند، استفاده می‌شود.
این دارو یک آنالوگ ساختاری سوماتواستاتین با میلِ اتصالیِ ۴۰ برابر به گیرنده ۵ سوماتواستاتین نسبت به سایر آنالوگ‌های آن است. سازمان غذا و دارو آمریکا این دارو را در دسامبر ۲۰۱۲ میلادی مورد تأیید قرار داد.